# Rotslöjskivling
Rotslöjskivling (Hypholoma radicosum) är en svampart som beskrevs av J.E. Lange 1923. Rotslöjskivling ingår i släktet Hypholoma och familjen Strophariaceae.  Arten är reproducerande i Sverige. Inga underarter finns listade i Catalogue of Life.

## Källor

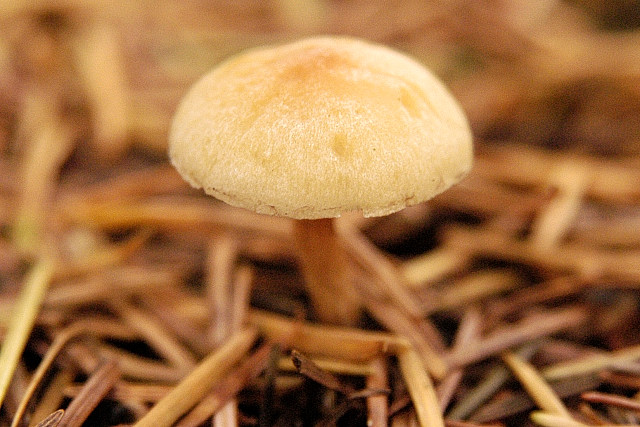
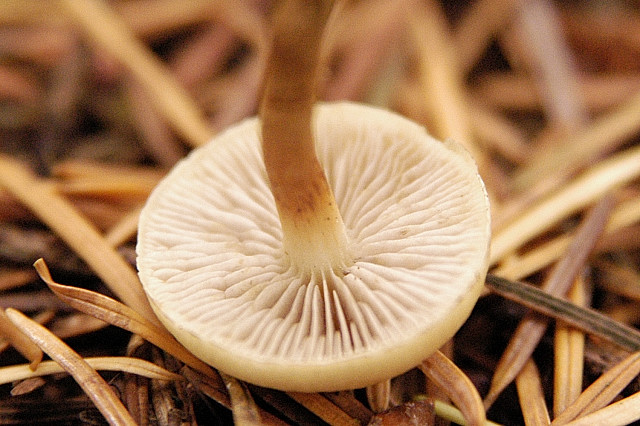